# Революционный штаб
Революционный штаб (тур. Devrimci Karargâh) — турецкая леворадикальная организация, созданная в 2005 году с целью преодоления пораженчества, обновления и консолидации революционного (как турецкого, так и курдского) движения в стране. Основными союзниками являются Рабочая партия Курдистана и фракция сторонников Бедри Ягана среди Революционных левых.